# Comté de Southampton
Le comté de Southampton est un comté de Virginie, aux États-Unis, fondé en 1749.

## Articles  connexes
- Comtés du Commonwealth de Virginie
- Révolte de Nat Turner